# Dean Corll
Dean Arnold Corll (født 24. december 1939, død 8. august 1973) var en amerikansk seriemorder, også kendt som "The Candy Man og "The Pied Piper", som sammen med to yngre medsammensvorne (David Owen Brooks og Elmer Wayne Henly) bortførte, voldtog, torturerede og dræbte mindst 28 unge drenge i tiden 1970 til 1973 i Houston i Texas. Forbrydelserne, som blev kendt som "Massemordene i Houston", blev først kendt efter at Henly skød og dræbte Corll.
Corll fik tilnavnene "The Candy Man" og "The Pied Piper" fordi han og hans familie havde ejet og drevet en slikfabrik, og han havde været kendt for at give godter til lokale børn. Da hans forbrydelser blev kendt, blev de anset som et af de værste eksempler på seriemord i USA's historie.